# 普魯士的路德維希·卡爾王子
普魯士的路德維希·卡爾（德語：Friedrich Ludwig Karl von Preußen，1773年11月5日—1796年12月28日），普魯士國王腓特烈·威廉二世的次子。

## 家庭
1793年，路德維希·卡爾與梅克倫堡-施特雷利茨的弗蕾德里克結婚，兩人共有2子1女：
- 腓特烈王子（1794年—1863年）
- 卡爾王子（1795年—1798年），夭折
- 弗蕾德里克（1796年—1850年），安哈特-德紹公爵夫人

路德維希·卡爾死於白喉，享年23歲。
他的遺孀再婚了兩次，最後一次結婚嫁給坎伯蘭和特維奧特戴爾公爵恩斯特·奧古斯特，其後恩斯特·奧古斯特於1837年成為漢諾威國王，遺孀梅克倫堡-施特雷利茨的弗蕾德里克成為漢諾威王后，二人只有一名兒子長大成人，就是漢諾威國王格奧爾格五世。